# Карбоньяно
Карбоньяно (итал. Carbognano) — коммуна в Италии, располагается в регионе Лацио, подчиняется административному центру Витербо.
Население составляет 1918 человек (на 2001 г.), плотность населения составляет 111,19 чел./км². Занимает площадь 17,25 км². Почтовый индекс — 01030. Телефонный код — 0761.
Покровителем коммуны почитается святой Анастасий Суппентонийский. Праздник ежегодно празднуется 3 сентября.